# Episodi di Gundam Wing

Il Gundam Wing "Ala di Fuoco" entra per la prima volta in azione

Questa è la lista degli episodi di Gundam Wing (新機動戦記ガンダムＷ?, Shin kidō senki Gandamu Uingu), serie televisiva anime di genere mecha prodotta dalla Sunrise. La serie, ambientata in uno degli universi alternativi della metaserie Gundam, conta 49 episodi, trasmessi per la prima volta in Giappone tra il 7 aprile 1995 e il 29 marzo 1995 su Bandai Channel.
In Italia è andata in onda in prima visione su Italia 1 dal 18 settembre 2001, prima ogni martedì e giovedì alle 13:30, poi dopo una decina di episodi ogni sabato e domenica alle ore 10:00. La serie è stata poi replicata su Italia Teen Television nel 2003, mentre l'edizione home video è stata curata dalla De Agostini, che ha distribuito gli episodi in VHS, e da Shin Vision che pubblicò i DVD, che però non ha completato l'edizione.

## Lista episodi
| Nº | Titolo italiano Giapponese 「Kanji」 - Rōmaji | In onda           | In onda           |
| Nº | Titolo italiano Giapponese 「Kanji」 - Rōmaji | Giapponese        | Italiano          |
| 1  | Testimone della caduta di una stella 「少女が見た流星」 - Shōjo ga mita ryūsei | 7 aprile 1995     | 18 settembre 2001 |
| 1  | Nel corso dell'anno post-coloniale (A.C.) 195, dopo due decenni d'oppressione da parte della Federazione degli stati terrestri e della sua organizzazione segreta militare denominata OZ, un gruppo di ribelli delle colonie spaziali organizza l'Operazione Meteora facendo scendere sulla Terra cinque mobile suit di tipo Gundam, nel tentativo di rovesciarne il regime oppressivo. I primi quattro riescono ad atterrare e celarsi subito da sguardi indiscreti senza alcun problema di sorta mentre l'ultimo, il Wing, viene intercettato durante la discesa nell'atmosfera dal tenente colonnello Zack ed attaccato: viene così costretto a tentare un ammaraggio di fortuna nel bel mezzo dell'Oceano Pacifico. Il pilota del Gundam Wing, un ragazzo appena quattordicenne di nome Heero Yui, riesce a spiaggiare e viene trovato ancora svenuto dalla figlia dell'eminente politico pacifista Darlian: Relena Darlian. Al momento del sopraggiungere dei medici chiamati in soccorso dalla ragazza, Heero riesce ad impossessarsi dell'ambulanza e a fuggire. Il giorno dopo la giovane se lo ritrova come nuovo compagno di scuola; lo invita allora alla festa per il proprio compleanno che si terrà il giorno successivo, ma egli sprezzante ne strappa il biglietto e la avverte che la sua vita è in pericolo. |                   |                   |
| 2  | Attacco a sorpresa 「死神と呼ばれるG」 - Shinigami to yobareru G | 14 aprile 1995    | 20 settembre 2001 |
| 2  | Zack riesce ad individuare il Gundam affondato negli abissi oceanici e cerca d'impossessarsene per poterlo così utilizzare a proprio vantaggio e per favorire OZ. Heero nel frattempo è intenzionato a distruggere il suo Gundam con una carica di siluri appena rubati al porto militare, questo al fine di evitare che il gruppo di OZ possa riuscire a mettervi le mani sopra. Ma il ragazzo non sa ancora né che il suo mobile suit è già stato recuperato da Duo Maxwell né che Relena l'ha seguito di nascosto; a questo punto ad Heero non rimane altro che puntare la canna della pistola contro di lei ma, proprio nell'attimo in cui sta per far fuoco viene colpito ad un braccio e ad una gamba da Duo che lo scambia per un nemico. Alla fine però riesce lo stesso a far partire i siluri contro il proprio Gundam appena rimorchiato e portato a riva da quello di Duo. |                   |                   |
| 3  | Cinque Gundam sulla Terra 「ガンダム5機確認」 - Gandamu go ki kakunin | 21 aprile 1995    | 25 settembre 2001 |
| 3  | Heero, ferito ed incosciente, viene fatto trasportare da Relena in uno degli ospedali militari della Federazione; presto però giunge Duo per aiutarlo a fuggire. I due si gettano dalla finestra e poi si buttano in mare. Nel frattempo Trowa Barton e Quatre Rarerba Winner s'incontrano nel bel mezzo d'una feroce battaglia contro i mobile suit dell'esercito terrestre e decidono di combattere d'ora in avanti fianco a fianco. Infine a Zack viene rivelato da un sottoposto a lui fedele dov'era conservato e tenuto nascosto il prototipo originale di tutti i successivi mobile suit: Talgeese. L'ufficiale dell'organizzazione di OZ medita di usarlo in un futuro scontro diretto contro i Gundam appena apparsi a dar filo da torcere alla Federazione. |                   |                   |
| 4  | Incubo alla base Vittoria 「悪夢のビクトリア」 - Akumu no Bikutoria | 28 aprile 1995    | 27 settembre 2001 |
| 4  | Il tenente colonnello Zack giunge alla base dell'esercito terrestre situata nei pressi del Lago Vittoria per incontrarvi una vecchia amica e compagna di studi, Lucrezia Noin, tenente anche lei ed attualmente istruttrice di reclute. Ma proprio quella notte la base viene attaccata dal Gundam Ninja di Chang Wufei; tutti gli allievi cadetti della scuola militare vengono uccisi e Lucrezia si lancia da sola all'inseguimento, non riuscendo però a sparare per uccidere il ragazzo, che in tal modo riesce a fuggire. Nel frattempo Trowa, dopo esser stato ospitato per un breve periodo nella sua base in mezzo al deserto, lascia Quatre Rarerba per continuare da solo la propria missione. Heero infine ripara il proprio Gundam danneggiato e portato al sicuro nell'officina di Duo, rubando i componenti di ricambio dal robot del collega, e si dirige immediatamente a distruggere uno dei maggiori aerei militari da trasporto di OZ. |                   |                   |
| 5  | Il segreto di Relena 「リリーナの秘密」 - Rirīna no himitsu | 5 maggio 1995     | 2 ottobre 2001    |
| 5  | Relena accompagna il padre in uno dei suoi viaggi diplomatici nelle colonie; è in programma infatti un importante incontro che dovrebbe chiarire una volta per tutte la situazione di tensione venutasi a creare con la madrepatria. Il vice ministro è fiducioso e cerca con tutti i mezzi di trovare una soluzione pacifica alla questione. La colonnella Lady Une provoca tuttavia un attentato, facendo esplodere la sala, e fa poi ricadere la colpa sui terroristi delle colonie: ma Relena ha visto tutto. Lei e suo padre, purtroppo gravemente ferito, vengono portati via da un gruppo di uomini armati al comando del Dottor J., lo stesso scienziato che ha progettato il Gundam di Heero e addestrato il ragazzo. Poco prima di morire il vice ministro Darlian rivela a Relena la sua vera identità: lui in realtà l'ha solamente adottata molti anni prima; muore quindi tra le sue braccia non prima d'averla avvisata di guardarsi bene da OZ. Relena apprende inoltre dal Dottor J. il compito di guerriglia che è stato affidato ad Heero nella sua missione sulla Terra. |                   |                   |
| 6  | La sera della festa 「パーティー・ナイト」 - Pātī Naito | 12 maggio 1995    | 4 ottobre 2001    |
| 6  | Relena ritorna sulla Terra appena in tempo per una serata di danza organizzata dal collegio esclusivo che frequenta; nonostante la tragedia che gli è appena accaduta cerca di farsi forza ed affrontare la situazione. Viene subito a sapere però che Heero si sta per trasferire; allora si precipita nella sua stanza, sfidandolo ad ucciderla in quanto è venuta a conoscenza dello scopo della sua missione. Intanto Lady Une viene mandata da Treize, al comando d'una squadriglia di mobile suit, direttamente alla scuola di Relena per uccidere la giovane, oramai venuta a conoscenza dei loro piani. Heero utilizza il proprio Gundam per respingere l'attacco, inizialmente credendo che i nemici fossero venuti per prendere lui; finisce invece così per salvare la vita a Relena. Proprio in quel momento Treize emana un contrordine e fa ritirare Lady Une; questo a seguito d'una richiesta pervenutagli direttamente da Zack, che ha chiesto ed ottenuto dal suo superiore di risparmiare la ragazza. |                   |                   |
| 7  | Duplice inganno 「流血へのシナリオ」 - Ryūketsu e no shinario | 19 maggio 1995    | 9 ottobre 2001    |
| 7  | Tutti e cinque i Gundam si dirigono in direzione della base militare di New Edwards dove, stando alle informazioni confidenziali ricevute, si sta svolgendo un incontro dei capi di OZ; il compito affidato ai ragazzi è quindi quello di ucciderli tutti. Essi scoprono troppo tardi di essere stati ingannati da Treize: il colonnello a capo di OZ ha fatto diffondere notizie false, in realtà alla base si stava trattando l'apertura di trattative pacifiche con le colonie. A causa dell'attacco sferrato di sorpresa ad essere decapitati sono stati i vertici delle Federazione degli stati terrestri, quegli stessi che volevano concludere senza più alcuno spargimento di sangue il conflitto apertosi. Heero ha eliminato i leader pacifisti a bordo dell'aereo messo a disposizione di OZ, mentre Lady Une e Treize prima manipolano e poi uccidono l'unico generale sopravvissuto. Le forze fedeli ad OZ attuano intanto, contemporaneamente in tutto il mondo, un golpe ed assumono così il ruolo di comando assoluto dell'intero pianeta. |                   |                   |
| 8  | Faccia a faccia 「トレーズ暗殺」 - Torēzu ansatsu | 26 maggio 1995    | 11 ottobre 2001   |
| 8  | I cinque Gundam si trovano ancora all'interno della base di New Edwards e stanno combattendo contro i mobile suit del nemico. Lady Une prende l'iniziativa e prova a fare in modo di disintegrare l'intera base, attivando il dispositivo d'autodistruzione del deposito missilistico: solo grazie a Heero si riesce a sventare la catastrofe. Wufei viene sfidato da Treize e tra i due si ingaggia un duello con la spada, che vede il colonnello di OZ vittorioso; nonostante sia il ragazzo stesso a chiedergli di ucciderlo, il capo militare di OZ, ammirato dal valore e dal senso dell'onore del giovane, gli risparmia la vita lasciandolo andare via sano e salvo. Lo stesso Treize infine fa capire a Lady Une di non condividere affatto le tattiche ineleganti e brutali, senza alcun rispetto della vita umana, dimostrate dalla donna. |                   |                   |
| 9  | Ritratto di un paese in rovina 「亡国の肖像」 - Bōkoku no shōzō | 2 giugno 1995     | 16 ottobre 2001   |
| 9  | Zack torna nella sua terra natale dopo più di dieci anni e si dirige al castello di Sanc Kingdom: si scopre così che egli è in realtà il figlio del sovrano di Peacecraft, quindi legittimo erede al trono della dinastia sterminata a suo tempo dalla Federazione, in quanto si opponeva alla sua brama di dominio e conquista. Zack però, arruolatosi con le truppe di OZ per vendicare il misfatto perpetrato ai danni della propria famiglia, non si sente oramai più degno di aspirare al titolo in quanto non ha seguito i dettami volti al conseguimento della pace impartitegli dal padre; pensa pertanto che la figura più degna ad ereditare il titolo possa esser invece la sorella minore Relena, anche lei scampata miracolosamente al massacro quand'era ancora una bimba per merito di Darlian. Intanto il prototipo Talgeese "Pioggia di fuoco" viene approntato per poter esser guidato e pilotato al meglio, proprio da Zack. |                   |                   |
| 10 | La resa 「ヒイロ閃光に散る」 - Hiiro senkō ni chiru | 9 giugno 1995     | 18 ottobre 2001   |
| 10 | L'organizzazione di OZ ha programmato di far trasportare una serie di nuovi mobile suit di tipo Taurus in una delle loro basi maggiori situate nel cuore della Siberia centrale; Lady Une elabora a questo punto una trappola per attirarvi lì i Gundam e riuscire finalmente a distruggerli. Mentre Duo e Rarerba attaccano il convoglio di trasporto lungo il suo percorso via terra, Heero e Trowa giungono alla base direttamente dal cielo; durante la battaglia che si scatena Zack utilizza Talgeese per affrontare il Gundam Wing di Heero. Nel frattempo, Lady Une minaccia un attacco missilistico contro le colonie dai satelliti militari spaziali caduti sotto il comando di OZ dopo il colpo di Stato contro la Federazione, facendo sì che il Dottor J. si riveli, dichiarando immediatamente la resa incondizionata. Non volendo permettere però che il Gundam cada nelle mani degli avversari, Heero esce dall'abitacolo e preme il pulsante dell'autodistruzione: il robot cade miserevolmente a pezzi mentre il ragazzo viene scaraventato lontano a terra, dove appare a tutti come morto. I quattro Gundam superstiti si ritirano precipitosamente. Zack, ammirato nuovamente dallo sprezzo del pericolo dimostrato da Heero, rimane un po' malinconico a guardare il Gundam Wing distrutto. |                   |                   |
| 11 | L'imboscata 「幸福の行方」 - Kōfuku no yukue | 16 giugno 1995    | 27 ottobre 2001   |
| 11 | Con la via di fuga principale bloccata dalle truppe di OZ, Duo è costretto a viaggiare sotto la guida di Quatre in direzione di una delle basi situate nel deserto e mascherate da inermi villaggi di nomadi, pastori e allevatori di bestiame. Questo rifugio sotterraneo segreto è controllato dalle guardie del corpo di Rarerba, i Maganac, essendo il ragazzo un discendente dell'importante famiglia nobile di origine araba Winner. Quando le truppe di OZ individuano il luogo in cui i Gundam fuggitivi si sono rifugiati, disseminano il villaggio di cariche esplosive, e i Maganac, tenendo occupato il nemico, aprono una via di fuga ai due ragazzi. Nel frattempo Zack, raccolti i resti del Gundam Wing, prevede di ricostruirlo, sperando nel contempo che Heero sia sopravvissuto per potergli dare una possibilità di rivincita. Infine Relena affronta faccia a faccia Lady Une, ma, nel momento in cui sta per essere catturata, giunge Noin a trarla in salvo. La collega di Zack fa poi il gesto d'inchinarsi di fronte alla ragazza, mostrando così di conoscere la vera identità della giovane. |                   |                   |
| 12 | Incertezze 「迷える戦士たち」 - Mayoeru senshi-tachi | 23 giugno 1995    | 28 ottobre 2001   |
| 12 | Heero si risveglia fasciato dalla testa ai piedi all'interno di una delle roulotte appartenenti al circo itinerante in cui ha lavorato fino ad allora Trowa sotto copertura; è stato portato lì dall'amico immediatamente dopo l'esplosione che ha distrutto il Gundam Wing, curato amorevolmente da Catherine, una compagna d'acrobazie di Trowa. Nel frattempo un Wufei ancora molto depresso a seguito della sconfitta nel duello contro Zack incontra Sally, un ex-maggiore della Federazione ed ora leader della guerriglia che combatte contro il proprio generale collaborazionista nei confronti di OZ. Grazie all'aiuto della giovane donna e dei suoi amici il ragazzo riesce in parte a superare il proprio senso d'inutilità e indegnità, aiutandoli in una delle loro battaglie. |                   |                   |
| 13 | Le lacrime di Catherine 「キャスリンの涙」 - Kyasurin no namida | 30 giugno 1995    | 3 novembre 2001   |
| 13 | Zack ritorna nei pressi della base africana di OZ situata al Lago Vittoria, dove incontra due tra i migliori studenti di Noin quando questa ancora faceva l'istruttrice militare: Alex e Muller. L'ufficiale inizialmente accetta di unirsi a loro in un'offensiva militare di OZ contro i reparti rimasti fedeli all'esercito federale ma, viste le scorribande effettuate in stile banditesco e gli atteggiamenti spietati che dimostrano, è costretto a sopprimerli. Intanto Trowa progetta di autodistruggersi col proprio Gundam dopo aver annientato un intero reparto di OZ venuto ad assistere ad uno spettacolo circense, ma Catherine lo convince a desistere. Infine assieme ad Heero, parzialmente ristabilitosi seppur col braccio sinistro ancora invalido, lascia il circo a bordo di un camion che trasporta il Gundam mimetizzato sotto un telone. |                   |                   |
| 14 | La distruzione del Gundam 「01爆破指令」 - Zero wan bakuha shirei | 7 luglio 1995     | 4 novembre 2001   |
| 14 | Sempre accompagnato da Trowa, Heero va a trovare Sylvia, la nipote del feldmaresciallo Noventa, quello stesso da lui per errore ucciso assieme a tutto lo stato maggiore dell'esercito federale a seguito dell'inganno ordito da OZ a New Edwards; le chiede di perdonarlo o, in alternativa, di giustiziarlo. Relena, in compagnia di Noin, partecipa in incognito ad un incontro della Fondazione Romfeller, organizzazione di nobili europei i quali contribuiscono notevolmente col loro sostegno economico all'affermazione planetaria di OZ, ed, impossessatasi di un microfono, sfida apertamente il leader Duke Dermail. Treize, che conosce l'identità della ragazza, assiste meditabondo. Zack, che ha iniziato a ricostruire il Gundam Wing, viene tenuto sotto controllo dagli ispettori della Romfeller; il funzionario capo sospetta nei riguardi della sua lealtà e buona fede ed ordina la distruzione immediata del Gundam nemico catturato. Zack esegue gli ordini senza battere ciglio, ma si scopre che ha fatto saltare con l'esplosivo solo una copia del robot assemblata con pezzi di ricambio. |                   |                   |
| 15 | Battaglia in Antartide 「決戦の場所南極へ」 - Kessen no basho nankyoku e | 14 luglio 1995    | 10 novembre 2001  |
| 15 | Noin, che è riuscita a rintracciare per conto di Zack Heero e Trowa, li convince a seguirla fino in Antartide ove, in una base segreta di OZ, li attende Zack il quale, in procinto oramai di completare le riparazioni del Gundam Wing, ha intenzione di sfidarne nuovamente il pilota. L'ispettore Acht, che non crede nella lealtà di Zack, riesce a rintracciare l'aereo in cui volano Noin e i due ragazzi e li segue, sicuro di poter così trovare le prove del tradimento dell'alto ufficiale: ma il coraggio di Noin, supportato dall'aiuto datole col Gundam da Trowa, riesce a sventare la minaccia. |                   |                   |
| 16 | Scontro di ideali 「悲しき決戦」 - Kanashiki kessen | 21 luglio 1995    | 11 novembre 2001  |
| 16 | Heero e Trowa giungono alla base antartica di Zack, dove trova il Gundam Wing ormai riparato; Heero sceglie però di utilizzare il Gundam dell'amico nel duello contro l'oramai ex tenente colonnello di OZ. Il mattino dopo inizia lo scontro tra i due, che continua per ore fino all'arrivo in aereo di Relena accompagnata dal fido maggiordomo, la quale intima ad entrambi d'interrompere immediatamente la battaglia. In questo frangente Noin arriva a rivelare alla ragazza che Zack è in realtà il fratello maggiore: Milliardo Peacecraft. Quando le truppe aeree di OZ sopraggiungono con l'intento di arrestarli tutti, Zack decide di coprire la fuga degli altri, consentendo così a Noin di mettere in salvo la principessa; mentre Trowa salito a bordo del Gundam Wing aiuta lo stesso Heero a fuggire. |                   |                   |
| 17 | Nemici in patria 「裏切りの遠き故郷」 - Uragiri no tōki kokyō | 28 luglio 1995    | 17 novembre 2001  |
| 17 | Lady Une ha intanto scalato le gerarchie, diventando il capo diplomatico di OZ presso le colonie spaziali. Coi suoi modi subdoli cerca di abbindolare i vari rappresentanti dei coloni facendo credere nella buona fede di OZ e nei suoi intenti pacificatori. Duo e Rarerba hanno bisogno di contattare gli altri tre piloti e tentano di catturarne l'attenzione attaccando la base aeroportuale di OZ a Singapore, mentre Lady Une cattura uno dopo l'altro tutti e cinque gli ingegneri che hanno progettato i Gundam. Infine i ragazzi riescono a decollare impossessandosi di cinque navicelle, grazie anche al Gundam di Rarerba che si è lanciato contro i nemici facendosi auto-esplodere. L'opinione pubblica delle colonie comincia a credere, come voleva Lady Une, che i nemici della pace siano a questo punto proprio i Gundam. |                   |                   |
| 18 | Nemici 「トールギス破壊」 - Tōrugisu hakai | 4 agosto 1995     | 18 novembre 2001  |
| 18 | Zack, dopo aver combattuto una durissima battaglia col suo "Pioggia di fuoco" contro gli "Aries" e i "Lion" di OZ, viene catturato; Treize sembra però non volersi rassegnare all'idea di avere di colpo perduto un alleato prezioso. Nel mentre, nello spazio Lady Une ricatta gli ingegneri tenuti prigionieri, obbligandoli a costruire dei mobile suit ancora più potenti e superiori nelle prestazioni dello stesso prototipo "Pioggia di fuoco", che possano affiancare i mobile suit di nuova generazione automatizzati e senza alcuna guida umana al loro interno; ciò a seguito della minaccia di far distruggere la navicella in avvicinamento appena intercettata dalle truppe fedeli a OZ con Rarerba, partito per ultimo dalla Terra, all'interno. |                   |                   |
| 19 | Attacco alla piattaforma spaziale 「バルジ強襲」 - Baruji kyōshū | 11 agosto 1995    | 24 novembre 2001  |
| 19 | Dopo una cruenta battaglia contro i "Mobile Dolls", robot telecomandati dal computer, Duo viene sconfitto e catturato, a causa anche della carenza di mobilità del Gundam da lui guidato nello spazio esterno. Heero, messosi precedentemente in salvo all'interno di una delle colonie, assiste alla notizia in TV e decide di intervenire, riuscendo a liberare il compagno e a farlo fuggire. Mentre Lady Une continua la sua opera sviante in qualità di sostenitrice della pace, Wufei attacca una delle fortezze spaziali di OZ ma, proprio come quello di Duo, anche il suo Gundam si dimostra non adatto a muoversi e combattere nello spazio ed è costretto a una ritirata precipitosa prima che Nichol, sottoposto di Lady Une, lo riduca in brandelli. |                   |                   |
| 20 | Attacco alla base lunare 「潜入、月面基地」 - Sennyū, getsumen kichi | 18 agosto 1995    | 25 novembre 2001  |
| 20 | Sally, infiltratasi in una delle basi di OZ al fine di distruggere i resti del Gundam di Rarerba catturato, viene convinta a desistere da un gruppo di Maganac appena andati a recuperarlo. Nel frattempo il Gundam di Duo viene completamente distrutto in mondovisione nello spazio da parte di reclute di OZ. Trowa, entrato in incognito tra questo gruppo di reclute ha dovuto, per sventare ogni possibile dubbio sulla propria identità, colpire senza alcuna esitazione il Gundam dell'amico; Nichol però continua nonostante tutto a sospettare di lui. Heero, intrufolatosi nella base lunare con l'intento di eliminare i due nuovi Gundam appena costruiti per OZ, viene catturato proprio da Trowa. |                   |                   |
| 21 | Lacrime tra le stelle 「悲しみのカトル」 - Kanashimi no katoru | 25 agosto 1995    | 1º dicembre 2001  |
| 21 | Trowa convince Lady Une a far guidare, sotto il proprio controllo e supervisione, uno dei due nuovi Gundam proprio da Heero; il collaudo sembra andare a buon fine ma proprio in quel momento giunge dalla Terra a bordo di "Pioggia di fuoco" anche Zack, il quale, da quando si è tolta la maschera che gli copriva in parte il volto, si fa chiamare Milliardo Peacecraft, ambasciatore di pace di Sanc Kingdom. L'ex ufficiale di OZ non è ora più sottoposto al giuramento di fedeltà nei confronti di Treize; appena incontrati Trowa ed Heero si arrende volentieri a loro. Quatre, che ancora si trovava a bordo della sua navicella spaziale andata alla deriva, viene soccorso da una donna medico, che si rivelerà poi essere la propria sorella maggiore. Tornato nella casa paterna, il ragazzo vorrebbe provare a ricostruire il Gundam originale sul quale si sono successivamente basati i robot pilotati dai suoi amici; questo dopo aver scoperto i file con i disegni dettagliati dei progetti conservati all'interno del computer del padre. Frattanto, non accettando di scendere a compromessi con gli ideali d'oppressione di OZ, il padre pacifista di Rarerba interrompe tutti i collegamenti tra la colonia occupata e i satelliti di rifornimento di materie prime sotto il proprio controllo, per impedire così ad OZ di trarne vantaggio; Lady Une ordina allora l'attacco e l'uomo rimane ucciso, sacrificandosi davanti ai figli. |                   |                   |
| 22 | Battaglia per l'indipendenza 「独立を巡る戦い」 - Dokuritsu wo meguru tatakai | 1º settembre 1995 | 2 dicembre 2001   |
| 22 | Zack, ripresa ora la sua identità di rampollo dei Peacecraft, incontra nello spazio le truppe rimaste fedeli alla Federazione e poi la stessa Lady Une; ciò nella sua nuova qualifica d'ambasciatore del Regno di Sanc Kingdom. Quando nel frattempo si rende necessario l'intervento dell'ufficiale di OZ a bordo d'un mobile suit durante uno scontro, ecco che Nichol, fraintendendo i desideri della donna dà l'ordine di far fuoco col super cannone col rischio di coinvolgere anche i civili se ne attira gli strali. Al suo ritorno alla base lei lo dichiara agli arresti. Contemporaneamente giunge alle colonie spaziali anche l'ingegnere capo della Fondazione Romefeller, Turbarov, il quale riesce a far catturare Wufei a bordo del Gundam Ninja privo ormai d'energia. |                   |                   |
| 23 | La cattura 「死神に戻るデュオ」 - Shinigami ni modoru Dyuo | 8 settembre 1995  | 8 dicembre 2001   |
| 23 | Duo e una giovane ufficiale di OZ da poco arruolata, Hilde, si scontrano per far valere i propri rispettivi ideali, ma il loro modo di pensare diverge solo superficialmente; molto presto la ragazza comprende che entrambi vogliono il bene delle colonie e lo aiuta in una missione di sabotaggio alla base lunare dove i cinque ingegneri nelle mani di Lady Une stanno intanto lavorando alla messa a punto dei nuovi Gundam aggiornati. Il ragazzo si fa catturare appositamente e finisce in cella assieme a Wufei e Heero. Nel frattempo Sally riesce ad individuare il Gundam Wing che Heero aveva abbandonato sul fondo del mare prima di lasciare la Terra. |                   |                   |
| 24 | Un inaspettato nemico 「ゼロと呼ばれたG」 - Zero to yobata G | 22 settembre 1995 | 9 dicembre 2001   |
| 24 | Rarerba, dopo aver assistito coi propri occhi alla tragica fine del padre, si trova ora in uno stato mentalmente instabile e, a bordo della versione di Gundam che è riuscito ad assemblare dai progetti ritrovati, il Wing Zero, comincia a scagliarsi contro le colonie distruggendole una dietro l'altra; non perdonando loro il fatto d'averlo tradito schierandosi con OZ e permettendo in tal modo la morte del padre. Lady Une invia allora Heero e Trowa a bordo dei loro due nuovi Gundam nel tentativo di bloccarlo. Ma Turbarov, giudicando il comportamento della donna un po' troppo indulgente ed incerto, mentre lei si trova all'esterno della base lunare, attua un sabotaggio; prende in mano la situazione nel nome del capo stesso di Romefeller e interrompe l'alimentazione dell'aria nelle cella dei ragazzi e in quella degli ingegneri. Non sopporta che i propri Mobile Dolls privi d'ausilio di pilota vengano così sottovalutati e quasi snobbati dalle alte gerarchie di OZ. |                   |                   |
| 25 | Un grido di rivolta 「カトルVSヒイロ」 - Katoru bāsasu Hiiro | 29 settembre 1995 | 15 dicembre 2001  |
| 25 | Durante lo scontro con Rarerba, Trowa si trova ad aver la peggio; il suo mobile suit già gravemente danneggiato esplode e il ragazzo viene dato per disperso. Allora Heero si trova costretto ad ingaggiare una dura battaglia contro l'ex-amico nel tentativo di farlo rinsavire. Nel frattempo la Fondazione Romefeller propone di sostituire al più presto tutti i mobile suit pilotati da umani in dotazione ad OZ coi nuovi Mobile Dolls automatici. Treize, davanti all'assemblea generale della Fondazione riunitasi a tal scopo, dichiara la propria ferma opposizione e viene pertanto estromesso dai vertici di comando. Lady Une, appreso del tradimento nei suoi confronti da parte di Turbarov, torna alla base e fa appena in tempo ad aprire i portelli delle celle dove stavano morendo asfissiati i vecchi ingegneri e i giovani piloti dei Gundam. Mentre Turbarov spara a Lady Une in sala comandi, Duo e Wufei riescono a fuggire e ad impossessarsi degli ultimi due Gundam su cui stavano lavorando gli ingegneri, rimasti però ancora parzialmente incompleti. |                   |                   |
| 26 | L'eterna fiamma della ribellione 「燃えつきない流星」 - Moetsukinai ryūsei | 6 ottobre 1995    | 16 dicembre 2001  |
| 26 | Heero e Quatre, appena tornati alla base lunare, vengono presi sotto custodia dalla fazione di OZ rimasta fedele a Treize e che sta anche proteggendo i cinque ingegneri; le forze però sono troppo impari e vengono presto costretti tutti alla resa. Trant, sottoposto di Turbarov, fa testare di nascosto a Heero il Gundam Zero, il quale aumenta enormemente le abilità reattive del pilota ma togliendone al contempo in parte la libertà di coscienza; può quindi facilmente condurre chi lo guida ad uno stato temporaneo di follia. Ma Heero, riuscendo a mantenere l'autocontrollo fugge seguito da Rarerba: la coppia abbandona la base semidistrutta e si dirige velocemente di nuovo verso la Terra. |                   |                   |
| 27 | Il valzer dei ricordi 「勝利と敗北の軌跡」 - Shōri to haiboku no kiseki | 13 ottobre 1995   | 22 dicembre 2001  |
| 27 | Un riassunto delle vicende svoltesi fino ad ora dal punto di vista di Relena e Heero. |                   |                   |
| 28 | Tempo di bilanci 「すれ違う運命」 - Surechigau unmei | 20 ottobre 1995   | 23 dicembre 2001  |
| 28 | Un riassunto delle vicende fin qui svoltasi dal punto di vista di Treize e Lady Une. |                   |                   |
| 29 | L'altra metà del cielo 「戦場のヒロイン」 - Senjō no hiroin | 27 ottobre 1995   | 29 dicembre 2001  |
| 29 | Sally viene catturata e tenuta prigioniera da OZ in uno dei loro numerosi castelli-fortezza, ma è stata in grado di nascondere ai loro occhi il Gundam Wing; presto giunge Noin che la libera per poi aiutarla a recuperare il robot. Contemporaneamente Relena, divenuta ora ufficialmente principessa regnante e leader stimata di Sanc Kingdom, oltreché direttrice nella stessa scuola in cui era stata a suo tempo alunna, fa la conoscenza di Dorothy, nipote di Dermail, il dirigente supremo della Fondazione Romefeller. La ragazza, che ha chiesto ed ottenuto di essere ammessa come studentessa, ha immediatamente uno scontro di opinioni con Relena: la visione ideale delle due giovani donne è diametralmente opposta, difatti quanto più la principessa è volta a propagandare il pacifismo e il dialogo tra i popoli e le nazioni della Terra, tanto più Dorothy risulta essere invece fortemente attratta ed oltremodo affascinata dal brivido dato dalla guerra e dal campo di battaglia. Heero e Rarerba, ora di nuovo sul pianeta, riescono a sfuggire all'intercettazione di una squadriglia aerea di OZ. |                   |                   |
| 30 | L'incontro con Relena 「リリーナとの再会」 - Rirīna to no saikai | 3 novembre 1995   | 30 dicembre 2001  |
| 30 | Mentre Heero combatte come mercenario a fianco della fazione di Treize e quindi contro la Fondazione, Rarerba medita di avviarsi in direzione di Sanc Kingdom. Noin, informata del loro arrivo, nel bel mezzo della battaglia giunge in volo e lancia in aiuto di Heero il fucile Buster in dotazione del Gundam Wing; conduce infine i due ragazzi nel Regno di Sanc, ove trovano in attesa del loro sbarco dalla scaletta dell'aereo Relena. La principessa ha anche saputo però che è stata approntata di nascosto una difesa armata per cercare di contrastare le mire espansionistiche della Fondazione. |                   |                   |
| 31 | Il regno di cristallo 「ガラスの王国」 - Garasu no ōkoku | 10 novembre 1995  | 5 gennaio 2002    |
| 31 | Heero sembra aver tutta l'intenzione di lasciare al più presto il luogo paradisiaco in cui vive Relena a bordo del proprio Gundam appena ritrovato, ma Rareba riesce a convincerlo a rimanere insieme a lui per difendere la principessa. Più tardi, quando OZ attacca una delle unità fuggitive rimaste fedeli a Treize rifugiatasi all'interno dei confini del regno, come pretesto per poter così invadere anche la nazione pacifista, ecco che Heero scende in campo col suo Gundam e respinge con successo l'attacco. La stessa Relena ha assistito allo scontro, accompagnata in auto da Dorothy in prima linea; a seguito di ciò, pur continuando a sostenere imperterrita e senza riserva alcuna la causa del pacifismo, la principessa dà il via libera a Noin ed Heero di formare una piccola forza di mobile suit col compito di opporsi a qualsiasi attacco contro il suolo del Paese. |                   |                   |
| 32 | Prova ad alto rischio 「死神とゼロの対決」 - Shinigami to Zero no taiketsu | 17 novembre 1995  | 6 gennaio 2002    |
| 32 | Mentre si sta dando un gran daffare per il recupero dei pezzi necessari a rimettere in funzione il proprio Gundam, Duo viene catturato e costretto dal tenente tecnico Trant a testare il "Sistema Zero" del Gundam in suo possesso. Appena messosi alla sua guida ha però delle tremende allucinazioni che lo conducono quasi alla follia. A questo punto, non volendo demordere e darsi per vinto, Trant decide di provare a mettersi lui stesso alla guida del robot; tuttavia il terribile Sistema Zero lo porta presto ai limiti della pazzia e finisce per morire in un delirio autodistruttivo. |                   |                   |
| 33 | Sotto la maschera 「孤独な戦場」 - Kodoku na senjō | 24 novembre 1995  | 12 gennaio 2002   |
| 33 | Relena viene invitata ad esporre le sue idee sulla pace nel gran salone del castello di Dermail. Qui ella, davanti a tutti i generali che per principio le si dimostrano ostili, tiene testa all'accusa che la dichiara ipocrita in quanto Zack continua a combattere pur essendosi precedentemente qualificato come ambasciatore del regno. Il fratello ha difatti autonomamente deciso, per il bene e la salvezza del mondo intero, di tornare ad indossare la maschera e prendere parte alla lotta contro la Fondazione. I due piloti di Gundam salvano, avvisati da una telefonata anonima, la stessa vita di Relena, la quale scampa così all'attentato che era stato predisposto contro di lei al suo ritorno dall'incontro coi vertici della Fondazione capitanati da Dermail. In seguito, appena saputo che il palazzo in cui si trova confinato Treize in Lussemburgo è preso di mira dai mobil suit "Virgin" della Fondazione, Heero si dirige in aiuto dei ribelli rimasti fedeli a Sua Altezza. |                   |                   |
| 34 | Una nuova prova 「その名はエピオン」 - Sono na wa Epion | 1º dicembre 1995  | 13 gennaio 2002   |
| 34 | Nel bel mezzo della battaglia Heero entra nel palazzo dove risiede Treize. Qui, l'ex comandante di OZ presenta al ragazzo una nuova versione di Gundam appositamente approntata dallo stesso Treize e chiamato "Navigatore": è equipaggiato anch'esso col Sistema Zero. Contemporaneamente propone al ragazzo, appena ritornato dalla battaglia, di uccidersi a vicenda in una specie di rituale collettivo. Frattanto nello spazio, le truppe di OZ hanno nelle loro mani il Gundam Zero e s'apprestano a distruggerlo; il tentativo viene però sventato dal provvidenziale intervento di Zack, che sacrifica il suo Tallgeese al fine di acquisire l'altro e più potente Gundam. |                   |                   |
| 35 | Nuove speranze 「ウーフェイ再び」 - Ūfei futatabi | 8 dicembre 1995   | 19 gennaio 2002   |
| 35 | Wufei è tornato a casa nella sua colonia spaziale; ma, davanti all'invasione perpetrata contro di essa dalla Fondazione, il suo maestro lo convince a tornare a combattere in difesa degli ideali di giustizia e di libertà. Mentre il ragazzo sale a bordo del Gundam Ninja, la colonia si autodistrugge per non cadere nelle mani del nemico. Zack, che gli ha appena proposto di diventare suo alleato, giunge a bordo del Gundam "Uccello di fuoco" ma poco dopo, l'utilizzo del "Sistema Zero" installato all'interno del robot fa temporaneamente perdere il controllo psicofisico al suo pilota. Nel frattempo Rareba, salutata Noin, si dirige in direzione del deserto nel tentativo di recuperare il proprio Gundam appena ricostruito dal Corpo Maganac. Infine il duca Dermail autorizza il colonnello Turbarov a iniziare nella base lunare la costruzione di un super-cannone da installare in una gigantesca astronave chiamata Libra, con l'intento di usarlo come arma simbolica di unità e forza davanti ai loro soldati. |                   |                   |
| 36 | La decisione di Relena 「王国崩壊」 - Sanku Kingudamu hōkai | 15 dicembre 1995  | 20 gennaio 2002   |
| 36 | Hilde porta Duo a vedere uno spettacolo circense, cosicché si possa una volta tanto distrarre un po'. Qui, durante una delle rappresentazioni acrobatiche, riconosce Trowa; egli è vivo e vegeto ma, dopo lo scontro avvenuto contro Rareba ha perduto la memoria. Incontratolo casualmente abbandonato vagare per la strada, Catherine lo accoglie con sé e lo riconduce al circo, dove lo fa passare per il proprio fratellino. Intanto Relena, davanti al massiccio intervento militare della Fondazione all'interno dei propri confini, si trova costretta a dichiarare la resa del regno; al fine di salvare la vita ai suoi cittadini, accetta di diventare prigioniera delle truppe di OZ. Il conte Dermail si accorge ben presto che proprio lei potrebbe rappresentare il simbolo necessario a unificare una volta per tutte l'intero pianeta, sotto il controllo della Fondazione. Noin e Rareba abbandonano Sanc Kingdom mentre Heero, perduto il controllo mentale del Gundam Navigatore, continua a distruggere tutti i Mobile Dolls che gli si parano innanzi. |                   |                   |
| 37 | Ideali di pace 「ゼロVSエピオン」 - Zero bāsasu Epion | 22 dicembre 1995  | 26 gennaio 2002   |
| 37 | Zack giunge sulla Terra quando è oramai troppo tardi, difatti l'intero regno è caduto nelle mani della Fondazione, dopo la resa incondizionata di Relena; trova però ad attenderlo Heero il quale lo sfida a duello. I due Gundam, entrambi attivati col "Sistema Zero", si affrontano e lottano fino allo stremo delle forze, quando contemporaneamente sembra vadano in corto circuito e si disattivano. I due piloti ne escono storditi, poi Heero fa sì che si scambino i Gundam, mettendo nelle mani di Zack quello fatto costruire da Treize. Relena rifiuta con sdegno l'offerta prospettatale dal duca Dermail di divenire la nuova rappresentante universale della Fondazione. La base lunare intanto deve affrontare una rivolta interna capeggiata da ex seguaci di Treize infiltrati che si autoproclamano esercito rivoluzionario in difesa delle colonie, sotto la denominazione di "White Fang". Turbarov, inizialmente catturato, rimane poi ucciso, perduto nel proprio delirio d'onnipotenza dopo aver attivato tutti i Mobile Dolls, col sopraggiungere di Wufei. Quinze si impossessa così della super corazzata spaziale Libra che era in costruzione alla base lunare. |                   |                   |
| 38 | L'incoronazione della regina 「女王リリーナ誕生」 - Joō Rirīna tanjō | 12 gennaio 1995   | 27 gennaio 2002   |
| 38 | Informato da Duo, anche Rareba va a trovare Trowa e, sopraffatto dalla commozione, non riesce a trattenere le lacrime: davanti a Catherine che lo fa allontanare gli chiede perdono per quel che è accaduto per colpa sua. Ma presto anche la colonia in cui attualmente si trovano viene presa di mira dai Mobile Dolls della Fondazione e, come Rareba e Noin che si sono immediatamente schierati a fianco della nuova fazione ribelle capitanata da Howard a bordo dell'astronave Peacemillion, così anche Trowa, nonostante il fatto non abbia ancora recuperato perfettamente la memoria, sceglie la strada che per lui è la più giusta da intraprendere, impegnandosi a combattere a fianco a loro. Tutto questo nonostante Catherine cerchi in tutte le maniere di trattenerlo vicino a lei. Relena, che ha intravisto quale unica alternativa possibile alla guerra quella di accettare la proposta di Dermail, appena incoronata regina onoraria, annunzia in occasione del suo primo intervento pubblico l'abolizione di tutte le frontiere e confini internazionali, fondando così un'unica nazione mondiale. |                   |                   |
| 39 | Il ritorno di Trowa 「トロワ戦場へ帰る」 - Torowa senjō e kaeru | 19 gennaio 1995   | 2 febbraio 2002   |
| 39 | Zack accetta l'offerta giuntagli da Quinze di diventare leader dei White Fang. Mentre Dermail intende continuare ad usare Relena come facciata per l'opinione pubblica mondiale, il marchese Weiridge e la stessa Dorothy cospirano assieme ad altri membri della Fondazione per far diventare il potere della regina mondiale da solo nominativo a effettivo. Nel frattempo altri membri di White Fang cercano di convincere Duo a schierarsi con loro; anche se questo comporta l'abbandono della colonia dove hanno vissuto fino ad allora insieme, Hilde spinge il ragazzo ad impegnarsi nella lotta. Trowa, Rareba e Noin a bordo della loro navicella si trovano in mezzo ad una battaglia tra truppe della Fondazione e altre di White Fang. Sconvolti, escono coi loro Gundam e decidono le sorti dello scontro. Infine anche Duo li contatta accettando di unirsi al loro gruppo. |                   |                   |
| 40 | Un nuovo leader 「新たなる指導者」 - Arata naru shidōsha | 26 gennaio 1995   | 3 febbraio 2002   |
| 40 | Howard, alleato sia dei piloti di Gundam che di Zack, offre la sua collaborazione ai ragazzi; la sua intera astronave, la Peacemillion, diviene così la loro nuova base di partenza e supporto logistico. Relena, in un discorso ufficiale davanti a tutti i governanti mondiali, afferma che la Fondazione attuerà un completo disarmo; chiede infine di cercare di realizzare la possibilità di una coesistenza pacifica tra la Terra e le colonie. Heero, che è giunto davanti a lei travestito da soldato della Fondazione con l'intenzione di ucciderla per porre fine a una pace ipocrita sotto la tirannia della Fondazione, la risparmia. Dermail, nel tentativo di riconquistare potere e ascendente tra le truppe dislocate nello spazio, viene attaccato ed ucciso dai ribelli mentre si trova in viaggio a bordo della propria astronave. Come ultimo atto il nuovo leader di White Fang, il ritrovato principe Milliardo Peacecraft, dichiara ufficialmente guerra alla Terra. |                   |                   |
| 41 | Battaglia alla piattaforma spaziale 「バルジ攻防戦」 - Baruji kōbōsen | 2 febbraio 1995   | 9 febbraio 2002   |
| 41 | Con la morte di Dermail torna in campo Treize il quale, con un gruppo di soldati scelti, fa arrestare l'intera assemblea della Fondazione; poi, fatta irruzione al castello dove risiede Relena, la invita gentilmente ma con fermezza a dimettersi. Mentre Dorothy parte alla volta dello spazio, Sally riesce ad incontrare Heero e gli consegna il Gundam di Trowa da lei recuperato, riparato e tenuto nascosto fino a quel momento. Quando Duo, Trowa, Rareba e Noin intervengono durante un attacco di White Fang contro la piattaforma spaziale Libra, nella speranza di scoprire perché Zack abbia così radicalmente dichiarato la propria mortale ed eterna inimicizia contro la Terra, comprendono finalmente con chiarezza le sue intenzioni quando egli a bordo di Ephyon fa a pezzi una piattaforma della Fondazione dopo che essa, aperto il fuoco con tutti i propri cannone laser, ha polverizzato un'intera colonia spaziale. |                   |                   |
| 42 | Preparativi di guerra 「リーブラ発進」 - Rībura hasshin | 9 febbraio 1995   | 10 febbraio 2002  |
| 42 | Treize va a fare visita a una Lady Une in coma appena recuperata gravemente ferita dalla base lunare e ricondotta sulla Terra. Egli le rivela che ha preso lui in mano le redini della situazione da quando s'è accorto che l'onere sarebbe stato troppo gravoso sulle sole spalle di Relena. Wufei, che sta combattendo per conto suo contro White Fang, inizia ad andare alla deriva dopo che il proprio Gundam esaurisce tutta l'energia; viene raccolto da Heero e portato nell'astronave pilotata da Sally. Alla guida di "Uccello di fuoco", durante la battaglia successiva, lo Zero System convince il ragazzo cinese a unire le sue forze con quelle degli altri piloti di Gundam per sconfiggere sia Treize che Zack. Dorothy si fa accogliere a bordo della corazzata Libra comandata da Zack, dopo che White Fang è riuscita a completarla; anche Relena vi si dirige. |                   |                   |
| 43 | Obiettivo: Il pianeta Terra 「地上を撃つ巨光」 - Chijō o utsu ōrora | 16 febbraio 1995  | 16 febbraio 2002  |
| 43 | I ragazzi piloti di Gundam sono finalmente tutti e cinque riuniti a bordo delle Peacemillion. Trowa prende in prestito lo Zero al fine di andare a liberare gli abitanti della colonia, in cui si trova ancora Catherine, da un'unità di occupazione di OZ; in tal modo stanno cercando di ricattare White Fang in modo da farsi restituire Libra. Ma a causa dello Zero System, quasi giunge a distruggere tutto fino a che Rareba non lo ferma; lo shock psicologico sopportato ha permesso la restituzione della memoria perduta a Trowa. Relena cerca di far ragionare il fratello e ricondurlo a più miti consigli mentre a bordo di uno shuttle si sta avvicinando a Libra, ma Milliardo ordina di caricare il super-cannone e far fuoco contro la Terra; questo come sfida diretta rivolta a Treize. |                   |                   |
| 44 | Formazione d'attacco 「出撃Gチーム」 - Shutsugeki G chīmu | 23 febbraio 1995  | 17 febbraio 2002  |
| 44 | Relena, fatta salire a bordo della corazzata Libra, tenta ancora disperatamente di parlare a quattr'occhi col fratello per cercare di convincerlo a desistere e ad imboccare invece la via di salvezza data dall'ideale pacifista che era già di loro padre; come risultato non ottiene altro che quello di farsi imprigionare nella sua cabina. Heero intanto ha fatto installare lo Zero System a bordo del Sandrock di Rareba, mentre Zack esce ad affrontarli a bordo di Navigatore; il comando di guida e controllo dei Mobile Dolls è lasciato interamente nelle mani di Dorothy. I mobile suit automatici dimostrano di avere il sopravvento sui piloti di Gundam, almeno fino a quando Rareba non attiva lo Zero System. |                   |                   |
| 45 | Verso lo scontro finale 「決戦の予感」 - Kessen no yokan | 1º marzo 1995     | 23 febbraio 2002  |
| 45 | Hilde riesce a intrufolarsi di nascosto a bordo di Libra nel tentativo di sottrarre i dischetti con inseriti i progetti della corazzata, e qui si imbatte in Relena. Riuscita a fuggire a bordo di un Taurus, rischia di farsi uccidere fino a che Duo non giunge in suo soccorso annientando i Mercure che la stavano inseguendo e subito dopo anche contro i due nuovi Gundam costruiti dagli ingegneri e già utilizzati da Heero e Trowa; questi hanno memorizzato al loro interno le abilità di combattimento dei due ragazzi. Lo scontro non è facile ma la bravura umana di Duo alla fine ha il sopravvento e riesce abbatterli entrambi. Tornato a bordo della Peacemillion rivela a Heero che Hilde ha visto Relena all'interno di Libra. |                   |                   |
| 46 | Il rifiuto 「ミリアルドの決断」 - Miriarudo no ketsudan | 8 marzo 1995      | 24 febbraio 2002  |
| 46 | Heero decide di salire anch'egli a bordo di Libra nel tentativo di portare in salvo Relena; trovatala, entrambi vanno ancora una volta a confrontarsi con Milliardo, ma non riescono a convincerlo a porre fine alla guerra. Nel frattempo Treize, pilotando il suo nuovo Tallgeese, guida le forze dell'intera nazione mondiale in battaglia nello spazio e offre a Zack un duello, uno contro uno, che dovrebbe decidere le sorti della guerra e il destino del mondo intero; questi però rifiuta e gli fa sparare contro col super-cannone. Treize viene salvato da morte certa grazie al tempestivo intervento di Lady Une a bordo del Gundam Wing, che Heero aveva lasciato in Lussemburgo: infine Sua Eccellenza ordina a tutte le sue truppe di lanciarsi all'attacco contro le forze di Libra. |                   |                   |
| 47 | Collisione nello spazio 「激突する宇宙」 - Gekitotsu suru uchū | 15 marzo 1995     | 2 marzo 2002      |
| 47 | I piloti di Gundam rifiutano di aderire alle forze di Treize, ma ancora credono di potercela fare da soli a bloccare la corazzata Libra e Zack. Sally e Howard si rendono conto che l'unico modo per fermare definitivamente il terrificante potere offensivo di Libra sia quello di scagliare contro il super-cannone l'intera Peacemillion; la fanno pertanto evacuare e poi si preparano alla collisione. Noin decide che preferisce rimanere a fianco di Zack piuttosto che combattere contro di lui. |                   |                   |
| 48 | Conto alla rovescia 「混迷への出撃」 - Konmei e no shutsugeki | 22 marzo 1995     | 3 marzo 2002      |
| 48 | Wufei si trova di fronte come avversario proprio Treize, e i due ingaggiano un duello all'ultimo sangue a bordo dei loro robot; Sua Eccellenza soccombe per mano del giovane pilota di Gundam. intanto Duo, che ha trovato e liberato i cinque ingegneri dei Gundam, li aiuta nella loro opera di sabotaggio finale. Dorothy, ancora a bordo di Libra e in divisa militare, sfida con la spada Rareba cercando di dimostrargli che proprio la forza e la violenza sono l'unico modo per far capire all'umanità il valore e l'importanza della pace. Heero e Relena hanno intanto già fatto ritorno sulla Peacemillion, dove il ragazzo poi sale immediatamente a bordo del Gundam Zero per andare alla ricerca di Zack. |                   |                   |
| 49 | La vittoria finale 「最後の勝利者」 - Saigo no shōrisha | 29 marzo 1995     | 9 marzo 2002      |
| 49 | Heero e Zack iniziano il loro duello finale sfidandosi in campo aperto in mezzo all'immensità dello spazio. I cinque ingegneri stanno tentando di ricablare la corazzata Libra di modo che possa autodistruggersi prima che cada sulla Terra, ma interviene Quinze e gli spara contro. Lady Une, appena saputa la notizia della morte di Treize, fa annunziare immediatamente la loro resa incondizionata alle colonie spaziali. Heero e Zack intanto continuano a combattere, fino a che non si rendono conto del pericolo imminente costituito dalla Peacemillion incastrata nella Libra che stanno precipitando contro il pianeta Terra. Dopo l'apparente sacrificio di Zack, Heero, armato col fucile Buster, riesce a distruggere l'ultimo frammento restante della corazzata, un attimo prima che questa entri nell'atmosfera. Con la fine della guerra la Terra e le colonie, queste si riuniscono in un'unica grande nazione spaziale e Relena, ritornata alla sua identità di figlia di Darlian, diventa la nuova vice-ministro degli esteri, con la forte speranza di poter d'ora in poi riuscire solidamente a mantenere la pace. Noin e Dorothy si incontrano al cimitero davanti alle tombe dei loro cari caduti. |                   |                   |